# 馬布爾 (北卡羅萊納州)
馬布爾（英語：Marble）是位於美國北卡羅萊納州切羅基縣的普查規定居民點。

## 人口
根據2020年美國人口普查的數據，馬布爾的面積為2.84平方千米，皆為陸地。當地共有人口278人，而人口密度為每平方千米97.89人。